# Флорианополис (агломерация)

Флорианополис на карте.

Флорианополис (порт. Região Metropolitana de Florianópolis) — крупная городская агломерация в Бразилии. Центр — город Флорианополис в штате Санта-Катарина. Население составляет 841.552 человека на 2006 год и 1.111.702 человека на 2014 год. Занимает площадь 2.402,721 км². Плотность населения — 350,95 чел./км².

## Статистика
- Валовой внутренний продукт на 2004 составляет 7.335.485 mil реалов (данные: Бразильский институт географии и статистики).
- Индекс развития человеческого потенциала на 2000 составляет 0,859 (данные: Программа развития ООН).

## Состав агломерации
В агломерацию входят следующие муниципалитеты:
1. Флорианополис